# Teräsbetoni

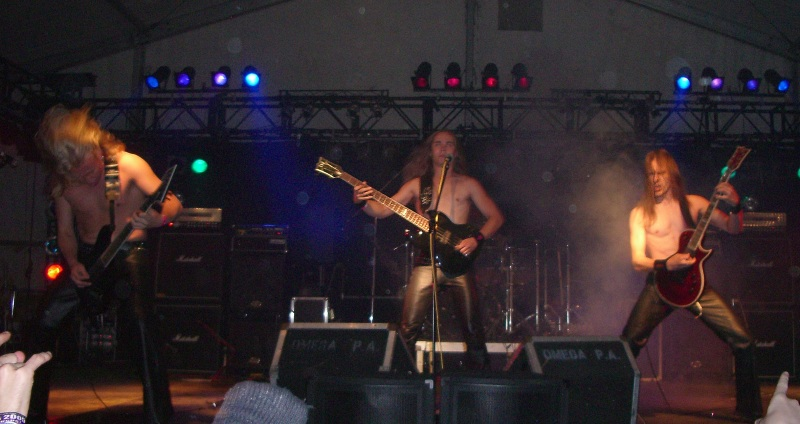
Teräsbetoni in 2005

Teräsbetoni is een Finse metalband die opgericht is in 2002. Teräsbetoni vertegenwoordigde Finland op het Eurovisiesongfestival van 2008.

## Discografie
Er verschenen reeds drie albums van de groep, namelijk: 
- Vaadimme Metallia
- Metallitotuus
- Myrskyntuoja

1961: Laila Kinnunen · 
1962: Marion Rung · 
1963: Laila Halme · 
1964: Lasse Mårtenson · 
1965: Viktor Klimenko · 
1966: Ann-Christine Nyström · 
1967: Fredi · 
1968: Kristina Hautala · 
1969: Jarkko & Laura · 
1971: Markku Aro & Koivistolaiset · 
1972: Päivi Paunu & Kim Floor · 
1973: Marion Rung · 
1974: Carita · 
1975: Pihasoittajat · 
1976: Fredi & The Friends · 
1977: Monica Aspelund · 
1978: Seija Simola · 
1979: Katri Helena · 
1980: Vesa-Matti Loiri · 
1981: Riki Sorsa · 
1982: Kojo · 
1983: Ami Aspelund · 
1984: Kirka · 
1985: Sonja Lumme · 
1986: Kari Kuivalainen · 
1987: Vicky Rosti & Boulevard · 
1988: Boulevard · 
1989: Anneli Saaristo · 
1990: Beat · 
1991: Kaija · 
1992: Pave · 
1993: Katri Helena · 
1994: CatCat · 
1996: Jasmine · 
1998: Edea · 
2000: Nina Åström · 
2002: Laura · 
2004: Jari Sillanpää · 
2005: Geir Rönning · 
2006: Lordi · 
2007: Hanna Pakarinen · 
2008: Teräsbetoni · 
2009: Waldo's People · 
2010: Kuunkuiskaajat · 
2011: Paradise Oskar · 
2012: Pernilla Karlsson · 
2013: Krista Siegfrids · 
2014: Softengine · 
2015: Pertti Kurikan Nimipäivät · 
2016: Sandhja · 
2017: Norma John · 
2018: Saara Aalto · 
2019: Darude feat. Sebastian Rejman · 
2021: Blind Channel · 
2022: The Rasmus · 
2023: Käärijä · 
2024: Windows95Man ·
2025: Erika Vikman